# Arichanna cuneata
Arichanna cuneata là một loài bướm đêm trong họ Geometridae.